# Boje (Schifffahrt)

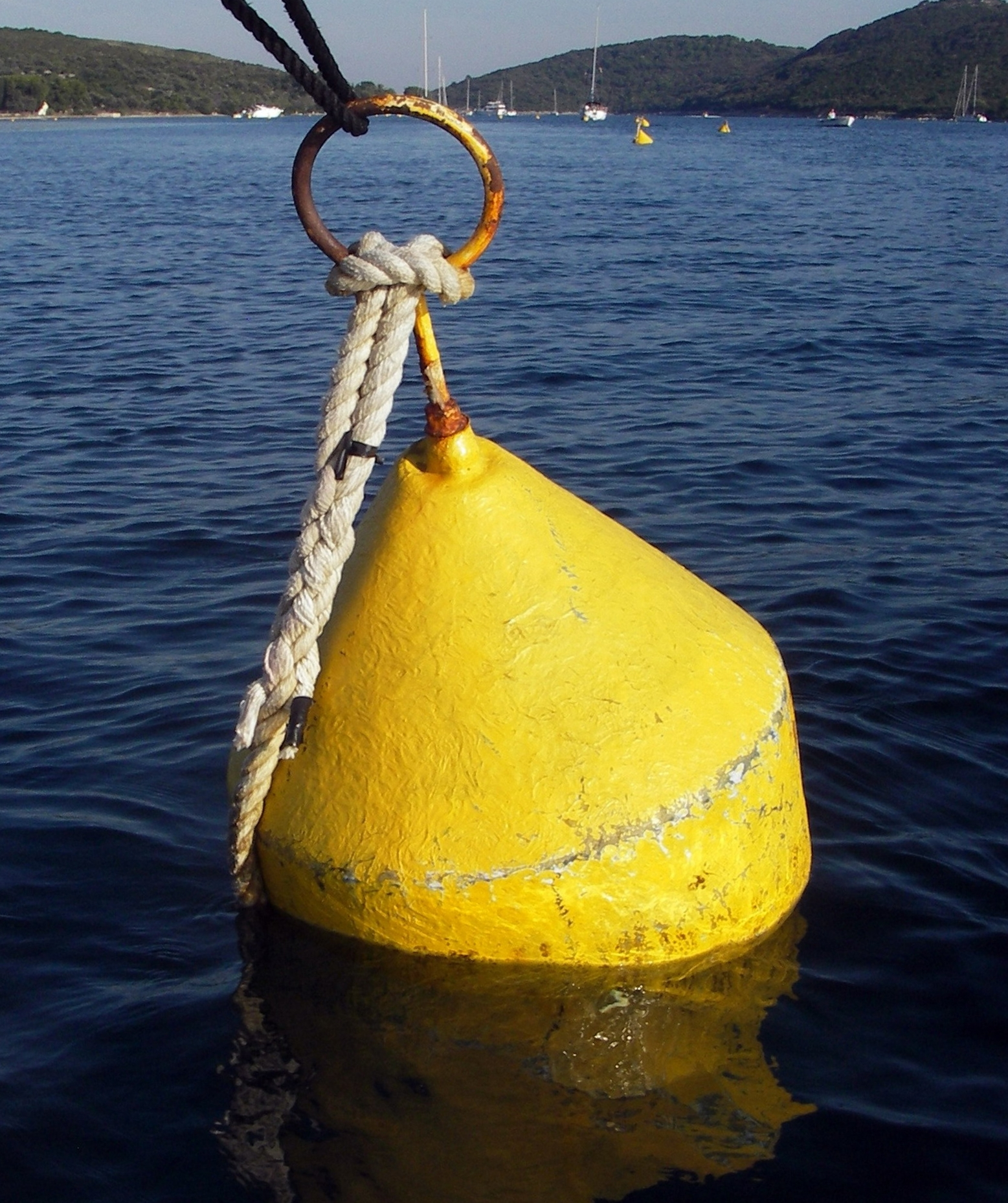
Boje zum Festmachen von Yachten (vor Ilovik)

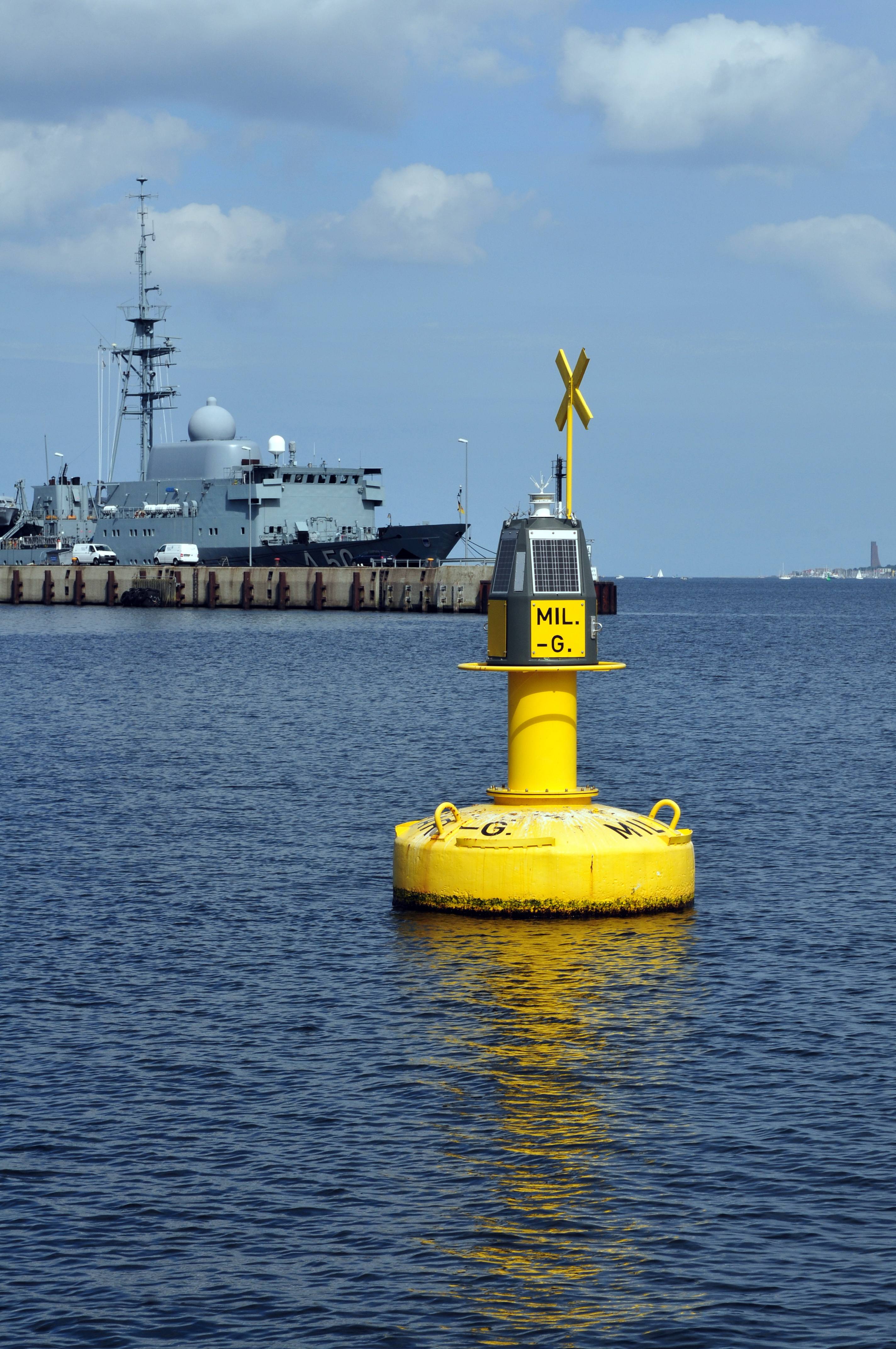
Militärische Sperrtonne

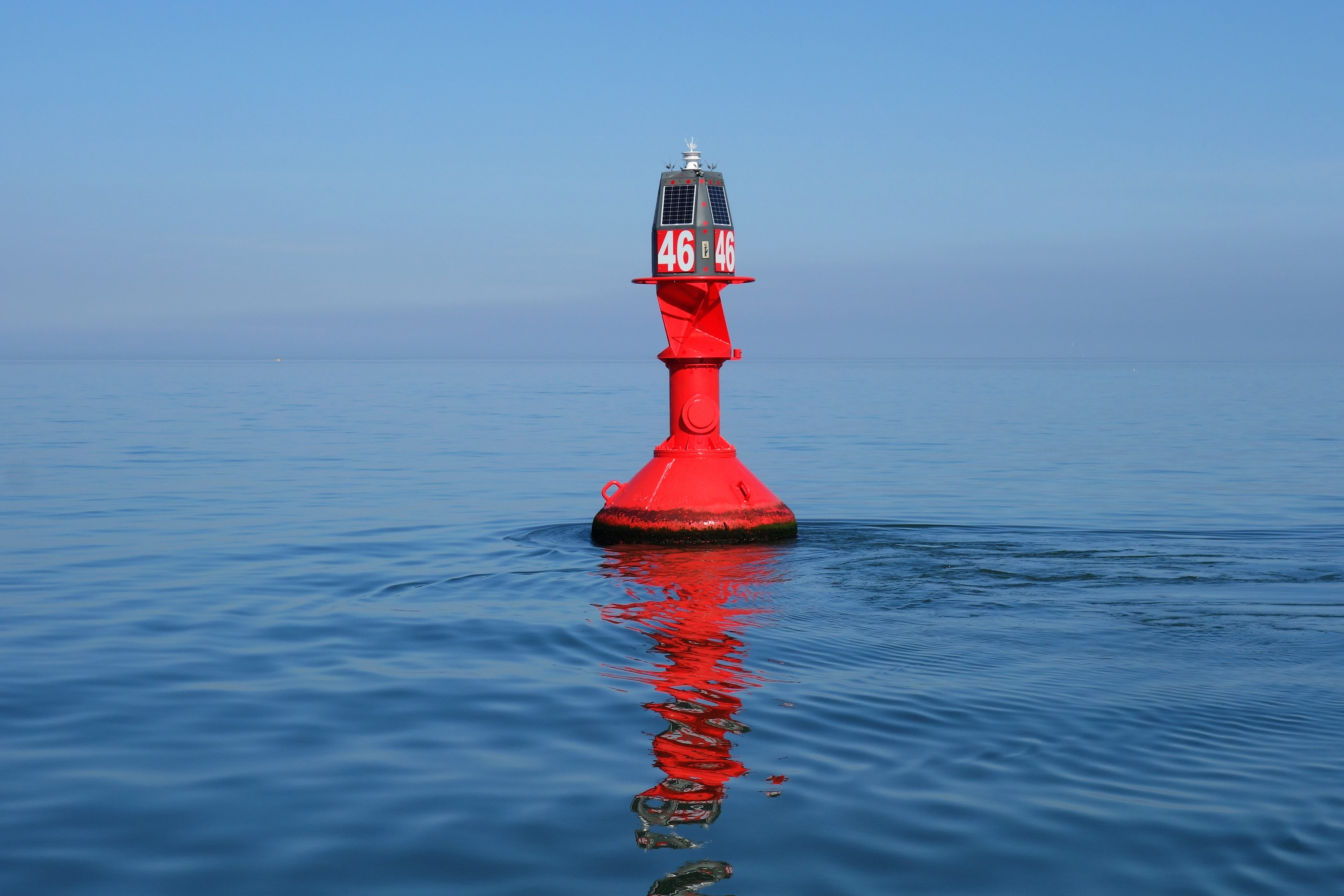
Lateraltonne 46 in der Jade

Eine Boje (1575 erstmals im Niederdeutschen belegt, im 17./18. Jh. im Hochdeutschen, aus lat. bo(e)ye ‚schwimmendes Signalzeichen‘, auch ‚Fessel’ bzw. boia ‚jochartige Halsfessel’, galloroman. ‚Fußfessel‘, wohl bezogen auf das Ankerseil) ist ein kugel-, kegel- oder tonnenförmiger Schwimmkörper, der im Allgemeinen verankert ist. Je nach Größe und Verwendung sind Bojen als Hohlkörper aus Metall, Kunststoff oder massiv aus Kork hergestellt. Bojen werden zum Festmachen von Wasserfahrzeugen, als Markierungszeichen für die Lage von Ankern (Döpper als Ankerboje), als Signalbojen für Taucher (oft aus füllbaren Blasen aus Folie oder Textil) usw. verwendet.  Bojenketten dienen auch als Grenzmarkierungen, vor allem als Markierung der Grenzen von Naturschutzgebieten, die von Wasserfahrzeugen nicht überfahren werden dürfen.
Schwimmende Seezeichen sind Tonnen oder Feuerschiffe; der Begriff Boje ist für Seezeichen unüblich. Tonnen gelten als unbewegliche Seezeichen und sind in der Regel in Wasserkarten eingezeichnet.
Zur Verankerung der Tonnen/Bojen am Grund werden meist/oft schwere Gewichte aus Stein oder Beton verwendet. Ist eine Boje nicht verankert, wird sie als Treibboje bezeichnet. Treibbojen finden in der Schifffahrt zum Beispiel als Träger von Seenotsignal-Sendern Verwendung (Notfunkbake). Zur Verankerung kann – wie früher üblich – auch ein angemessen großer Natursteinblock verwendet werden, in den eine Bohrung gemeißelt wird, um etwa einen Ringanker mittels Blei einzugießen oder eine steife Blechöse anzuschrauben, die drehbar bleiben muss.

## Messstation
In der Meeresforschung dienen Bojen als schwimmende Instrumententräger für die Erfassung ozeanischer und atmosphärischer Daten sowie für einige andere Forschungszwecke. Allein im Projekt Argo arbeiten mehrere tausend robotergestützte Bojen auf den Ozeanen, die sich bis 2000 Meter Tiefe absinken lassen können und nach dem Auftauchen einige Tage später ihre Messungen (Wassertemperatur, Salzgehalt) an Satelliten funken.

## Mooring-Boje und Festmachertonne
Die Vorteile des Festmachens von Wasserfahrzeugen (beispielsweise Yachten) an Bojen gegenüber dem Ankern sind:
- Geringerer Aufwand
- Unabhängigkeit von Ankergrund und Wassertiefe
- Hohe Sicherheit (bei ausreichender Dimensionierung und Wartung der Verankerung)
- Liegen ohne lange Ankerleine oder -kette und damit bessere Platzausnutzung (geringes Schwojen)
- Schonung des Grundes, da Einfahren und Ausbrechen des Ankers entfallen.

Für die Benutzung solcher Bojen ist in aller Regel eine Gebühr zu entrichten.
Das weltgrößte System von Mooring-Bojen wurde mit über 1200 Bojen von der ägyptischen Umweltschutzorganisation HEPCA im Roten Meer errichtet.

## Bojenketten
Bojenkettensysteme, wie etwa das Albano-System für Bootsstrecken, markieren auf Wasserflächen meist mehrere parallele Bahnen, um sportliche Synchron-Wettbewerbe durchzuführen. Sie schwimmen an der Wasseroberfläche von Schwimmbecken, Gewässern oder Wasserstraßen und dienen den Sportarten Schwimmen, Rudern, Paddeln.
Im Schwimmbecken liegen die Bojen mit nur etwa 6 cm Durchmesser sehr dicht aneinander, sind wie Perlen auf einem Seil aufgefädelt und gegen Verrutschen fixiert, dämpfen kurze Wellen ein wenig und ein Schwimmer kann leicht darunter durchtauchen. Jedes Seil ist am Beckenbeginn und -ende eingehängt und kann einfach durch Aufspulen auf eine Haspel eingeholt werden.
Für Boote liegen die Bojen einer Kette typischerweise 10 Meter auseinander. Damit Boote, etwa wenn eine Mannschaft aufgibt, auch seitlich herausfahren können, muss die Verankerung jeder einzelnen Boje zumindest bis in die maximal zu erwartende Tiefe eines Ruder- oder Paddelschlags hinuntergeführt sein, bevor ein durchgehend unter Wasser gespanntes Seil die Geradlinigkeit der Kette sichert.
Bojenketten, die die Ausfahrtszonen von Bootshäfen oder Anlegestellen oder Einstiegskorridore für Wassersportler (Kitesurfer, Wasserskifahrer, …) etwa in Seen von Bereichen mit Badebetrieb für Schwimmer abgrenzen, sind in der Regel mit Steinen am Grund verankert, können daher auch gekurvte Grenzen bilden und liegen dabei oft weiter als 10 Meter auseinander.

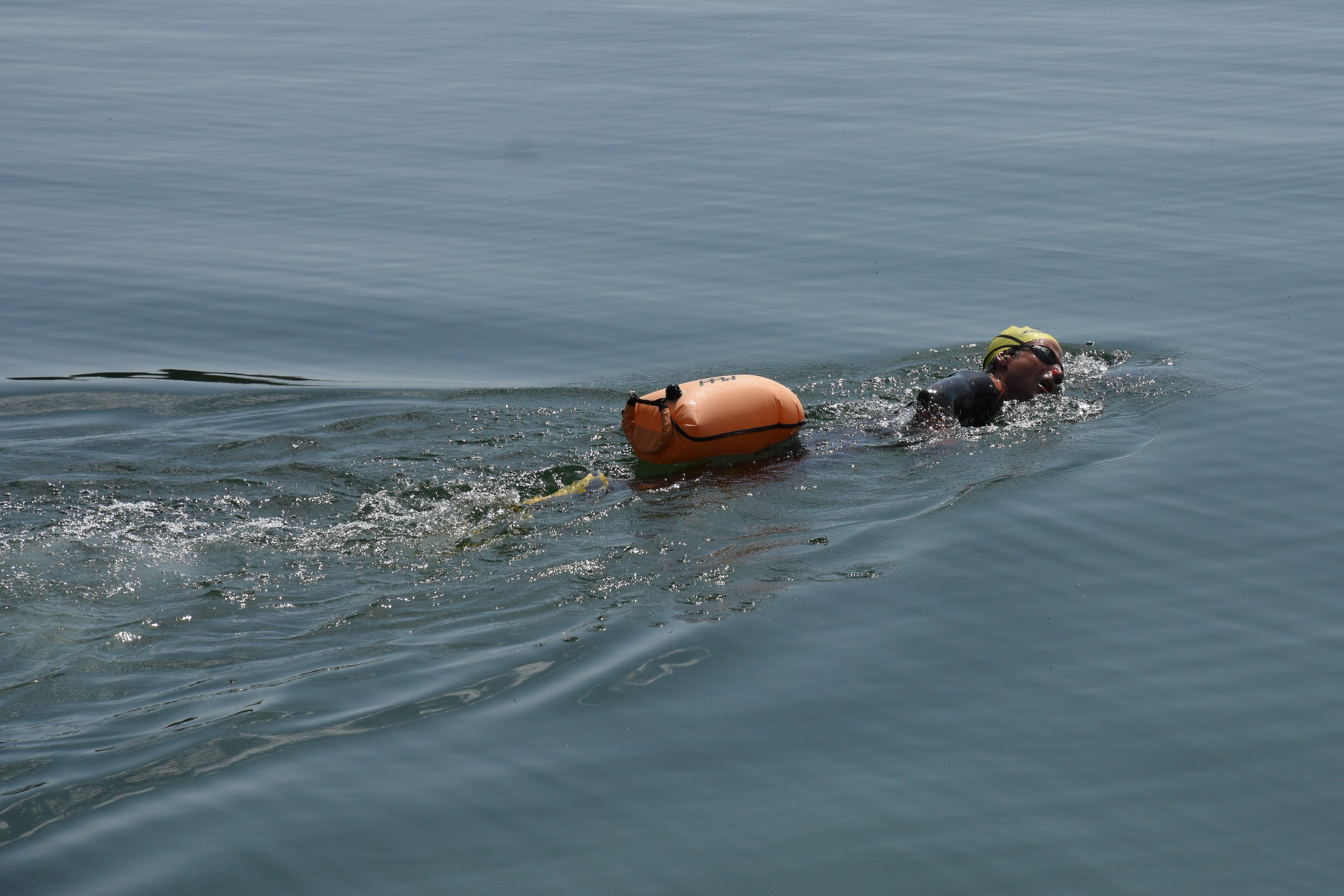
Schwimmer mit Sicherheitsboje

## Schwimmboje oder Sicherheitsboje
Eine  Schwimmboje oder Sicherheitsboje wird beim Freiwasserschwimmen genutzt, um den Schwimmer für Boote besser erkennbar zu machen. Auch bietet sie die Möglichkeit, Wertsachen oder ein Handy trocken zu verstauen und gibt Sicherheit im Fall eines Wadenkrampfs. Einige Modelle haben eine integrierte Pfeife, mit der man im Notfall auf sich aufmerksam machen kann.